# 浄満寺
浄満寺（じょうまんじ）は福岡市中央区地行にある浄土真宗本願寺派の寺院。

## 境内
- 本堂 - 2005年の福岡県西方沖地震により被災したため新築。[1]
- 山門 - 福岡市指定有形文化財。江戸時代の面影を残す。[2]
- 亀井一族の墓 - 福岡県指定文化財。江戸時代の福岡藩の学者亀井南冥、亀井昭陽の墓がある。[1]
- かつては境内に浄和幼稚園があったが、2017(平成29)年3月末をもって閉園した。[3]

## 歴史
- 1963(昭和38)年4月5日 - 福岡県指定史として「亀井家（南冥・昭陽）墓地（十三墓碑）」が登録される。[1]
- 1983(昭和58)年4月 - 当時の国道202号線（幹線、明治通り）拡張のため亀井一族墓移設。[1]
- 2005(平成17)年 - 福岡県西方沖地震で本堂が被災。
- 2008(平成20)年 - 浄満寺本堂再建事業に合わせて、亀井一族の墓碑を同境内地内の墓地に移設。[1]
- 2017(平成29)年 - 3月、浄和幼稚園閉園。[3]

## 住職
公式サイトによる。
- 初代　浄心
- ２代　宗玄
- ３代　刢順
- ４代　行空
- ５代　不隠
- ６代　龍玄
- ７代　大空
- ８代　正受
- ９代　故道
- 10代　大中
- 11代　圓備
- 12代　古道
- 13代　領順
- 14代　桃渓
- 15代　順爾
- 16代　智眼

## アクセス
- 西鉄バス - 今川橋停留所徒歩すぐ
- 福岡市地下鉄空港線 - 西新駅徒歩7分

## 外部サイト
- 浄満寺 http://joumanji.com/
- 福岡組（ふくおかそ） http://www.fukuokaso.com/jiin/jomanji.html